# 孙延龄
孙延龄（？—1677年），汉军正红旗人，清朝额驸、将领，定南王孔有德部将孙龙之子。
父亲孙龙在与南明李定国的作战中阵亡，孫延龄袭二等男兼一等云骑尉，后与孔有德之女、孝庄文皇后养女孔四贞成婚，清廷以此授延龄广西将军，令统辖孔有德旧部。1673年，吴三桂举兵反清，引发「三藩之乱」，康熙帝授孙延龄抚蛮将军，令其平叛。然而，孙延龄经吴三桂劝诱起兵反清，三桂授予其临江王爵位，延龄自称安远大将军、旋即自封安远王。其后，孙延龄对吴三桂重用其对头马雄不满，又密谋降清，事败后被三桂从孙吴世琮所杀。

## 生平
孙延龄为定南王孔有德部将孙龙之子，兄长孙延基。孙龙，又称孙大堂，本为孔有德帐下一小卒，受有德赏识提拔为将，后来成为定南藩下中军。孙龙跟随孔有德跨海投奔清廷，被授予二等男，孔有德将其女四贞许以孙延龄。其后，孔有德与孙龙同在与李定国的作战中阵亡，清廷加赠孙龙一云骑尉世职，以孙延龄袭爵。四贞当时尚在幼年，辗转赴京，被孝庄文皇后收养宫中，赐白金万两，年俸禄与郡主等级相同。长大后，仍然许配给孙延龄。顺治十年（1660年），两人完婚。
孔有德旧部中，线国安功最高，所以有德死后，国安统其部众，后年老退休。康熙帝以孙延龄为孔有德女婿，孔四贞又生长军中，通晓骑射武功，遂授予孙延龄广西将军，统领孔有德旧部，赐予孔四贞郡主仪仗，同赴广西镇所。孙延龄逐渐骄纵，擅行任免，放任士兵为害百姓，接连被御史马大士、所部都统王永年、副都统孟一茂，参领胡同春、李一第等上奏弹劾或举报，其罪名经过侍郎勒德洪查实，但康熙帝宽宥其罪。1673年，吴三桂起兵反清，康熙帝授孙延龄抚蛮将军，与巡抚马雄镇等共商平叛之计。
孙延龄对揭发他的王永年等人十分怨恨，也害怕再被弹劾。恰逢吴三桂来信劝诱，孙延龄以四贞与三桂有义父女名分，与三桂来往密切，得知其将派从孙吴世琮率大军赴广西。1674年二月，孙延龄起兵反清，延龄假以议事之名杀死王永年、孟一茂、胡同春、李一第等与他有过节的部将，同时将巡抚马雄镇及其眷属幽禁。康熙帝下诏声讨孙延龄，夺其官爵。孙延龄上疏表示其被两广总督金光祖、马雄、王永年等谋害，康熙帝知其诬陷，令平南王尚可喜与金光祖筹备讨伐延龄。
孙延龄自称安远大将军，发公文招抚广西各郡。当时，广西提督马雄、总兵江义在柳州势孤，准备放弃抵抗，但又不愿投降孙延龄，因而直接向吴三桂投降。三桂大喜，授马雄怀宁公、东路总管。孙延龄对吴三桂重用马雄非常不满，他招募万羊山土寇，与所部人马合设五镇，每镇二千人，不久又自封安远王。
有庆阳知府傅弘烈者诈降三桂实为清廷内应，弘烈得知孙延龄不满吴三桂，遂与四贞极力劝说延龄降清，孙延龄再度动摇。1677年，孙延龄遣傅弘烈赴江西以迎清军。吴三桂得知此事，派遣吴世琮率军赴桂林，假意调解孙延龄与马雄的矛盾，议事后突然将孫延龄袭杀，孔四贞督兵御战，不敌，孫延龄之子亦被杀，吴世琮占领广西。世琮不敢伤害四贞，先将其护送至昆明，三藩之乱平定后返回北京。

## 延伸阅读
[在维基数据编辑]
 《清史稿·卷474》，出自趙爾巽《清史稿》